# Cârța (gmina w okręgu Harghita)
Cârța – gmina w Rumunii, w okręgu Harghita. Obejmuje miejscowości Cârța i Ineu. W 2011 roku liczyła 2709 mieszkańców.